# الإصلاح الاقتصادي الصيني

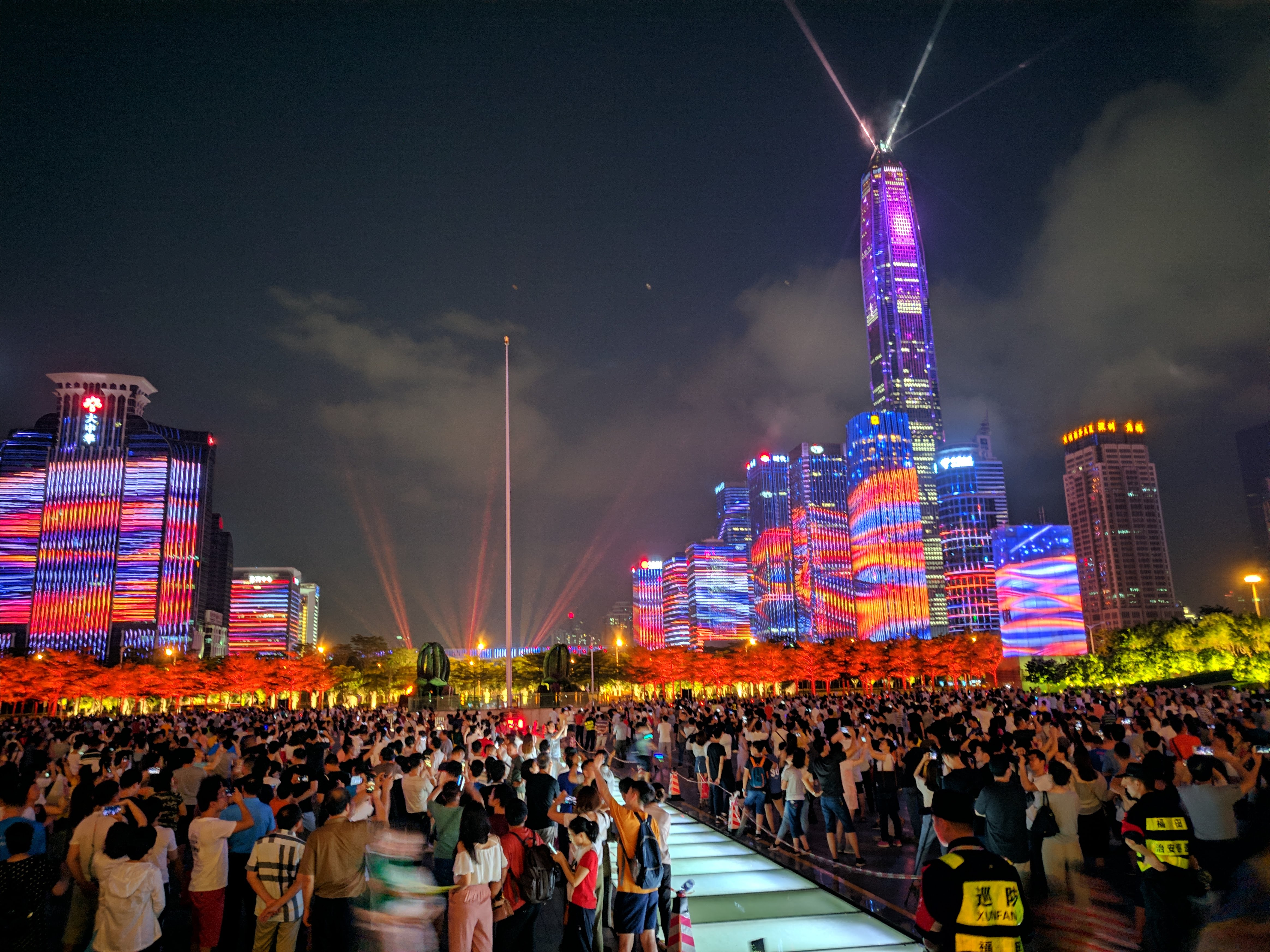

الإصلاح الاقتصادي الصيني (بالصينية المبسّطة: 改革开放 ; بالصينية التقليدية: 改革開放) مصطلح يشير إلى برنامج الإصلاحات الاقتصادية الذي يطلق عليه «الاشتراكية ذات الخصائص الصينية» و«اقتصاد السوق الاشتراكي» في جمهورية الصين الشعبية، والذي أطلقه الإصلاحيون داخل الحزب الشيوعي الصيني - بقيادة دينج شياو بينج - في 18 ديسمبر 1978.
قبل الإصلاحات، كان الاقتصاد الصيني خاضعًا لهيمنة ملكية الدولة والتخطيط المركزي. من عام 1950 إلى عام 1973، نما الناتج المحلي الإجمالي الحقيقي للفرد الصيني بمعدل 2.9٪ سنويًا في المتوسط، وإن كان ذلك مع تقلبات كبيرة ناجمة عن حملة «القفزة العظيمة للأمام» والثورة الثقافية، الأمر وضع ترتيبها في منتصف الدول الآسيوية تقريبًا خلال نفس الفترة. تجاوزت معدّلات النمو في الدول الرأسمالية المجاورة لجمهورية الصين الشعبية مثل اليابان وكوريا الجنوبية وتايوان بقيادة المنافس شيانج كاي شيك معدّل نمو جمهورية الصين الشعبية. بدءًا من عام 1970، واجه الاقتصاد حالة من الركود، وذلك بعد وفاة ماو تسي تونغ، وأجرت قيادة الحزب الشيوعي عدة إصلاحات للتحول إلى اقتصاد السوق، في محاولةٍ لإنقاذ الاقتصاد المنهار.

## إصلاحات في قطاعات محددة
بعد ثلاثة عقود من الإصلاح، شهد اقتصاد الصين واحدة من كبرى طفرات الازدهار في العالم. خُصخصَ جزء كبير من الزراعة والصناعات الخفيفة، في حين ما تزال الدولة تسيطر على بعض الصناعات الثقيلة. على الرغم من هيمنة ملكية الدولة على قطاعات التمويل والاتصالات السلكية واللاسلكية والنفط وغيرها من القطاعات المهمة في الاقتصاد، ما يزال أصحاب المشاريع الخاصة وروّاد الأعمال يتوسعون في القطاعات التي كانت مخصصة سابقًا كمشاريع عامّة، كما أزيلت القيود عن الأسعار وأصبحت حرة.

### الزراعة
خلال فترة ما قبل الإصلاح، كان القطاع الزراعي الصيني ضعيفًا جدًا وكان نقص الغذاء أمرًا شائعًا. بعد أن طبّق دينج شياو بينج نظام المسؤولية الأسرية، نما الإنتاج الزراعي بنسبة 8.2% سنويًا، مقارنة ب2.7% خلال فترة ما قبل الإصلاح، وذلك رغم انخفاض مساحة الأراضي المستخدمة. انخفضت أسعار الغذاء بنسبة 50% تقريبًا، في حين ارتفعت الإيرادات الزراعية.
كتب زاو زيانغ في مذكراته أنه في السنوات التي أعقبت نظام التعاقد المنزلي، "كانت الطاقة التي تم إطلاق العنان لها ... سحرية، بما يتجاوز ما يمكن لأي شخص أن يتخيله. لقد حلت المشكلة التي كان يُعتقد أنها غير قابلة للحل في غضون سنوات قليلة فقط ..." في عام 1984، كان لدى المزارعين في الواقع حبوب أكثر مما يمكنهم بيعه. وكانت مخازن الحبوب الحكومية ممتلئة بالكامل من برنامج المشتريات السنوي.
تمثّل التحوّل الجوهريّ في تبنّي الاقتصاد المتزايد للمحاصيل النقدية بدلًا من زراعة الأرز والحبوب فقط. زاد إنتاج الخضروات واللحوم بشكل كبير وأصبح الإنتاج الزراعي الصيني يعادل ما ينتجه قطاع الخضروات في كاليفورنيا كلّ عامين. تباطأ النمو في القطاع بعد عام 1984، مع هبوط نسبة مساهمة قطاع الزراعة في الناتج المحلي الإجمالي من 40٪ إلى 16٪؛ مع ذلك، سمحت الزيادات في الإنتاجية الزراعية بتحرير العمال وفتج المجال أمامهم للعمل في الصناعة والخدمات، مع زيادة الإنتاج الزراعي في نفس الوقت. أزيلت القيود عن التجارة في الزراعة وأصبحت الصين مصدّرةً للأغذية، وهو ما يغاير تاريخها المليء بالمجاعات والعجز.

### الصناعة
في فترة ما قبل الإصلاح، كانت القطاع الصناعي في حالة ركود شديدة ولم يقدم النظام الاشتراكي سوى حوافز قليلة لتحسين النوعية والإنتاجية. زادت الإنتاجية بشكل كبير في أوائل الثمانينيات مع تطبيق نظام الأسعار المزدوجة والمزيد من الاستقلال الذاتي لمدراء المؤسسات.
تنافست الشركات الأجنبية والشركات البلديّة والقرويّة التي كانت قد تشكّلت حديثًا وتملكها الحكومة المحلية والشركات الخاصة بنجاح مع الشركات المملوكة للدولة. بحلول التسعينات، أدت عمليات الخصخصة الواسعة النطاق إلى تخفيض الحصة السوقية لكل من مؤسسات البلدات والقرى والمؤسسات المملوكة للدولة وزيادة حصة القطاع الخاص في السوق. انخفضت حصة القطاع الحكومي من الناتج الصناعي من 81% في عام 1980 إلى 15% في عام 2005. يسيطر رأس المال الأجنبي على جزء كبير من الصناعة الصينية ويلعب دورًا هامًا.
بعد أن كانت دولة منعزلة صناعياً في عام 1978، أصبحت الصين الآن أكبر منتج للخرسانة والصلب والسفن والمنسوجات على مستوى العالم، كما أنها تمتلك أكبر سوق للسيارات على مستوى العالم. تضاعف إنتاج الصلب الصيني أربع مرات بين عامي 1980 و2000، ومن عام 2000 إلى عام 2006 ارتفع من 128.5 مليون طن إلى 418.8 مليون طن، أي ثلث الإنتاج العالمي. إنتاجية العمل في بعض شركات الصلب الصينية تتجاوز الإنتاجية الغربية. من عام 1975 إلى عام 1992، ارتفع إنتاج السيارات في الصين من 139.800 إلى 1.1 مليون، وارتفع إلى 9.35 مليون في عام 2008. وشهدت الصناعات الخفيفة مثل المنسوجات زيادة أكبر، وذلك بسبب انخفاض التدخل الحكومي. زادت صادرات المنسوجات الصينية من 4.6% من الصادرات العالمية في عام 1980 إلى 24.1% في عام 2005. وزاد إنتاج المنسوجات بمقدار 18 ضعفًا خلال نفس الفترة.
وتعود هذه الزيادة في الإنتاج إلى حد كبير إلى إزالة الحواجز أمام الدخول وزيادة المنافسة؛ وارتفع عدد الشركات الصناعية من 377300 في عام 1980 إلى ما يقرب من 8 ملايين في عامي 1990 و1996؛ التعداد الاقتصادي لعام 2004، الذي استبعد الشركات التي تقل مبيعاتها السنوية عن 5 ملايين يوان، أحصى 1.33 مليون شركة تصنيع، مع تسجيل جيانغسو وجيجيانغ لعدد أكبر من الشركات من الإجمالي الوطني لعام 1980. بالمقارنة مع طفرات النمو الصناعي الأخرى في شرق آسيا، تجاوز الأداء الصناعي للصين أداء اليابان لكنه ظل متخلفًا عن اقتصاد كوريا الجنوبية وتايوان.

### التجارة والاستثمار الأجنبي
يؤكد بعض العلماء أن الصين حافظت على درجة عالية من الانفتاح غير المعتاد بين الدول الأخرى الكبيرة والمكتظة بالسكان، مع المنافسة من السلع الأجنبية في كل قطاع من قطاعات الاقتصاد تقريبًا. وساعد الاستثمار الأجنبي على زيادة الجودة والمعرفة والمعايير بشكل كبير، وخاصة في الصناعات الثقيلة. وتدعم تجربة الصين التأكيد على أن العولمة تزيد بشكل كبير من ثروة البلدان الفقيرة. وطوال فترة الإصلاح، خفضت الحكومة التعريفات الجمركية وغيرها من الحواجز التجارية، مع انخفاض معدل التعريفة الجمركية الإجمالي من 56% إلى 15%. وبحلول عام 2001، كان أقل من 40% من الواردات خاضعاً للتعريفات الجمركية، و9% فقط من الواردات خاضعة للتراخيص وحصص الاستيراد. وحتى خلال حقبة الإصلاح المبكرة، غالبًا ما كان يتم التحايل على السياسات الحمائية عن طريق التهريب. عندما انضمت الصين إلى منظمة التجارة العالمية، وافقت على شروط أقسى بكثير من الدول النامية الأخرى. زادت التجارة من أقل من 10% من الناتج المحلي الإجمالي إلى 64% من الناتج المحلي الإجمالي خلال نفس الفترة. تعتبر الصين الدولة الكبيرة الأكثر انفتاحاً؛ وبحلول عام 2005، بلغ متوسط التعريفة القانونية في الصين على المنتجات الصناعية 8.9%. كان المتوسط 30.9% في الأرجنتين، 27.0% في البرازيل، 32.4% في الهند، و36.9% في إندونيسيا.
ويعتبر البعض في الولايات المتحدة أن الفائض التجاري الصيني يهدد الوظائف الأمريكية. في العقد الأول من القرن الحادي والعشرين، اتبعت إدارة بوش سياسات حمائية مثل التعريفات الجمركية والحصص للحد من استيراد البضائع الصينية. يرى بعض العلماء أن الفائض التجاري المتزايد للصين هو نتيجة لانتقال الصناعات في الدول الآسيوية الأكثر تقدمًا إلى الصين، وليس ظاهرة جديدة. إن السياسة التجارية التي تنتهجها الصين، والتي تسمح للمنتجين بتجنب دفع ضريبة القيمة المضافة على الصادرات وخفض قيمة العملة منذ عام 2002، أدت إلى قطاع تصدير مفرط النمو وتشويه الاقتصاد بشكل عام، وهي النتيجة التي قد تعيق النمو في المستقبل.
كما تم تحرير الاستثمار الأجنبي بعد صعود دنج. تم إنشاء المناطق الاقتصادية الخاصة في أوائل الثمانينيات لجذب رأس المال الأجنبي من خلال إعفائها من الضرائب واللوائح التنظيمية. كانت هذه التجربة ناجحة وتم توسيع المناطق الاقتصادية الخاصة لتغطي الساحل الصيني بأكمله. وعلى الرغم من انخفاض الاستثمار الأجنبي المباشر لفترة وجيزة بعد الاحتجاجات الطلابية عام 1989، إلا أنه ارتفع مرة أخرى إلى 160 مليار بحلول عام 2004.

### الخدمات
في تسعينيات القرن العشرين، أزيلت القيود عن القطاع المالي. بعد انضمام الصين إلى منظمة التجارة العالمية، أزيلت القيود أيضًا عن قطاع الخدمات إلى حد كبير وسمح بالاستثمار الأجنبي؛ انتهت القيود المفروضة على التجزئة والجملة والتوزيع، وفُتحت قطاعات البنوك والخدمات المالية والتأمين والاتصالات السلكية واللاسلكية أمام الاستثمار الأجنبي.
ويهيمن على القطاع المصرفي في الصين أربعة بنوك كبيرة مملوكة للدولة، وهي غير فعالة واحتكارية إلى حد كبير. أكبر بنك في الصين، البنك الصناعي والتجاري الصيني، هو أكبر بنك في العالم. ويُنظر إلى القطاع المالي على نطاق واسع باعتباره عائقًا أمام الاقتصاد بسبب عدم كفاءة إدارة الدولة. القروض المتعثرة، التي يتم تقديمها في الغالب للحكومات المحلية والمؤسسات غير المربحة المملوكة للدولة لأغراض سياسية، وخاصة الهدف السياسي المتمثل في إبقاء البطالة منخفضة، تشكل استنزافًا كبيرًا للنظام المالي والاقتصاد، حيث تصل إلى أكثر من 22٪ من الناتج المحلي الإجمالي بحلول عام 2018. عام 2000، مع انخفاض إلى 6.3% بحلول عام 2006 بسبب إعادة رسملة الحكومة لهذه البنوك. وفي عام 2006، قدر إجمالي القروض المتعثرة بنحو 160 مليار دولار. ويوصي المراقبون بخصخصة النظام المصرفي لحل هذه المشكلة، وهي خطوة تم تنفيذها جزئيًا عندما تم طرح البنوك الأربعة في سوق الأوراق المالية. الأسواق المالية في الصين، بورصة شنغهاي وبورصة شنتشن، غير فعالة نسبيا في جمع رأس المال، لأنها تشكل 11٪ فقط من الناتج المحلي الإجمالي.
بسبب ضعف البنوك، تقوم الشركات بجمع معظم رؤوس أموالها من خلال قطاع مالي غير رسمي وغير قياسي تم تطويره خلال الثمانينيات والتسعينيات، ويتكون إلى حد كبير من الشركات السرية والبنوك الخاصة. التمويل الداخلي هو أهم طريقة تستخدمها الشركات الناجحة لتمويل أنشطتها.
بحلول الثمانينيات، تم التركيز بشكل كبير على دور الإعلان في تحقيق أهداف التحديث التي روج لها دنغ. وكان لا يزال يتم تقديم الولاء الكلامي للمثل الماوية القديمة المتعلقة بالمساواة، لكنه لم يمنع نمو النزعة الاستهلاكية.

### المالية الحكومية
في حقبة ما قبل الإصلاح، تم تمويل الحكومة من أرباح الشركات المملوكة للدولة، مثل الاتحاد السوفييتي. ومع انخفاض أهمية قطاع الدولة وربحيته، انخفضت الإيرادات الحكومية، وخاصة إيرادات الحكومة المركزية في بكين، بشكل كبير واعتمدت الحكومة على نظام مشوش لضرائب المخزون. انخفضت الإيرادات الحكومية من 35% من الناتج المحلي الإجمالي إلى 11% من الناتج المحلي الإجمالي في منتصف التسعينيات، باستثناء الإيرادات من الشركات المملوكة للدولة، حيث بلغت ميزانية الحكومة المركزية 3% فقط من الناتج المحلي الإجمالي. تم إصلاح النظام الضريبي في عام 1994 عندما تم توحيد ضرائب المخزون في ضريبة قيمة مضافة واحدة بنسبة 17% على جميع أنشطة التصنيع والإصلاح والتجميع وضريبة غير مباشرة على 11 سلعة، حيث أصبحت ضريبة القيمة المضافة مصدر الدخل الرئيسي، وهو ما يمثل نصف دخل الحكومة. كما أدى إصلاح عام 1994 إلى زيادة حصة الحكومة المركزية من الإيرادات، فزادتها إلى 9% من الناتج المحلي الإجمالي.

## أسباب النجاح
اقترح العلماء عددًا من النظريات لتفسير نجاح الإصلاحات الاقتصادية في الصين في انتقالها من الاقتصاد المخطط إلى اقتصاد السوق الاشتراكي على الرغم من وجود عوامل غير مواتية مثل الإرث المزعج للاشتراكية، وعدم تطبيق كثير من أخلاقيات العمل، وعقود من الدعاية المناهضة للسوق، و«الجيل الضائع» الذي اضطرب تعليمه بسبب تعطيل الثورة الثقافية.
من النظريات البارزة هي أن لامركزية سلطة الدولة سمحت للقادة المحليين بتجربة طرق مختلفة لخصخصة قطاع الدولة وتنشيط الاقتصاد. على الرغم من أن دينغ لم يكن صاحب فكرة العديد من الإصلاحات، إلا أنه وافق عليها. تركز نظرية أخرى على الحوافز الداخلية داخل الحكومة الصينية، حيث كان من المرجح أن يرقى المسؤولون الذين يترأسون مجالات النمو الاقتصادي المرتفع. لاحظ الباحثون أن الحكومات المحلية والإقليمية في الصين كانت «متعطشة للاستثمار» وتنافست على الحد من الضوابط والعوائق أمامه لتعزيز النمو الاقتصادي. هناك تفسير ثالث أيضًا يعتقد أن نجاح الإصلاحيين يرجع إلى وضع دنغ لأتباعه في الحكومة. يشرح هيرمان كان صعود القوة الاقتصادية الآسيوية قائلًا إن أخلاقيات الكونفوشيوسية تلعب «دورًا مماثلا في تحديث شرق آسيا ولكنه أكثر إدهاشًا مقارنةً بالأخلاقيات البروتستانتية التي لعبت دورها في أوروبا»
يرجع نجاح الصين أيضًا إلى إستراتيجية النمو القائمة على التصنيع الموجه بالصادرات، والتي استخدمتها بنجاح النمور الآسيوية الأربعة بدءًا من اليابان في ستينيات وسبعينيات القرن العشرين وغيرها من الدول الصناعية الجديدة.
كان انهيار الاتحاد السوفييتي والكتلة الشرقية والاقتصادات المخططة مركزيًا عام 1989 حافزًا جديدًا للصين لمواصلة إصلاح اقتصادها من خلال سياسات مختلفة لتجنب مصير مماثل. أرادت الصين تجنب التجارب الروسية المتعلقة بتحويل السوق إلى سوق رأسمالي في عهد بوريس يلتسين والتي أدت إلى ظهور القلة القوية والفساد وفقدان إيرادات الدولة، ما أدى إلى تفاقم التفاوت الاقتصادي.

## التأثير على الفروقات والتباينات
أدت الإصلاحات الاقتصادية الصينية إلى زيادة الفروقات بشكل كبيرٍ داخل الصين. على الرغم من النمو الاقتصادي السريع الذي قضى تقريبًا على الفقر في المناطق الحضرية في الصين، وخفّضه إلى حد كبير في المناطق الريفية، وحقيقة أن المستويات المعيشية لجميع الصينيين قد تحسنت بشكل كبير بالمقارنة مع فترة ما قبل الإصلاح، فإن المعامل الجيني للصين قدّر بأعلى من 0.45، مقارنة مع بعض بلدان أمريكا اللاتينية والولايات المتحدة.
يعزى تزايد الفروقات في الصين إلى اختفاء دولة الرفاهية، والاختلافات بين المقاطعات الساحلية والداخلية التي تثقل القطاع الحكومي بأعباء أكبر. اقترح بعض الباحثين الغربيين أن إحياء وإنعاش دولة الرفاهية وتأسيس نظام ضريبة الدخل لإعادة التوزيع أمر ضروري لتخفيف الفروقات بين الناس، بينما اقترح بعض خبراء الاقتصاد الصينيين أن خصخصة احتكارات الدولة وتوزيع العائدات على السكان من شأنه أن يخفف من هذه الفروقات أيضًا.

## أنظر أيضا
- اقتصاد النمر
- ذوبان خروتشوف
- المعجزة الاقتصادية اليابانية
- سياسة الخروج
- نظرية دينج شياو بينج